# Cafesijanov muzej umetnosti
Uradno Cafesjianov center umetnosti (armensko: Գաֆէսճեան արվեստի կենտրոն, Gafesčyan arvesti kentron), znan tudi kot Cafesjianova muzejska fundacija) je umetniški muzej v Erevanu v Armeniji. Je v osrednjem okrožju Kentron, v Erevanskih Kaskadah in okoli nje, ki je kompleksno masivno stopnišče s fontanami, ki se dvigajo od vrtov ulice Tamanyan in cone za pešce.
Navdušen z vizijo svojega ustanovitelja Gerarda L. Cafesjiana ponuja muzej široko paleto razstav, ki izhajajo iz zbirke sodobne umetnosti Gerarda L. Cafesjiana. Muzej je bil odprt novembra 2009, poleg razstave unikatnih del sodobne umetnosti pa ponuja pester program predavanj, filmov, koncertov ter številne izobraževalne pobude za odrasle in otroke. Center je od njegovega odprtja letno obiskalo več kot milijon ljudi.
Muzej upravlja in vodi Cafesjianova muzejska fundacija

## Zgodovina
Fundacija Cafesjianovega muzeja je bila ustanovljena aprila 2002 v Erevanu pod pokroviteljstvom vlade Republike Armenije in Ameriške fundacije Cafesjianov muzej. Armenska vlada je fundaciji zagotovila pol zgrajen kompleks Erevanskih kaskadnih vrtov skupaj z okolico.
Gradnja Cafesjianovega muzeja se je začela aprila 2005, zaključila pa naj bi se aprila 2008. Z zamikom je svečano odprtje muzeja potekalo 17. novembra 2009. Otvoritve so se udeležili armenski predsednik Serž Sargsjan, minister za kulturo Hasmik Poghosjan, minister za diasporo Hranuš Hakobjan ter predstavniki diplomatskih predstavništev misije v Armeniji, različni umetniki in politične osebnosti .
Fundacija je vložila več kot 35 milijonov dolarjev za dokončanje obnove Kaskad.

## Arhitektura
Muzej je v kaskadnem kompleksu Erevana in ob sosednji coni za pešce ter vrtovih na vhodu v kaskade z ulice Tamanjan. Začetek gradnje kaskade sega v leto 1971, ko so jo zasnovali arhitekti Jim Torosjan, Aslan Mkitarjan, Sargis Gurzadjan. Prva faza načrta je bila končana leta 1980. Kaskada je zapleteno masivno stopnišče na obeh straneh, na katerem so vodnjaki, ki se dvigajo od vrtov ulice Tamanjan in cone za pešce. Imajo pet stopenj, 572 stopnic in se vzpenja 302 metra navzgor.
Vendar je bil šele med letoma 2002 in 2009 kompleks razvit in muzej odprt prek Fundacije Cafesjianove družine.
Projekt umetniškega centra je zasnoval v New Yorku delujoči David Hotson Architects .
Muzej velja za eno najambicioznejših del sodobne arhitekture, ki so ga izvedli v kateri koli od nekdanjih republik Sovjetske zveze. New York Times je opisal kot »noro delo arhitekturne megalomanije in arhitekturne obnove, ..) ena najčudnejših in najspektakularnejših muzejskih zgradb odprta v stoletju.«

## Zgradba
Muzej je sestavljen iz dveh ločenih oddelkov: zunanjega Cafesjianov park skulptur in notranjega Cafesjianova umetniška galerija.
- Cafesjianov park skulptur je pred vrtovi kaskade, kjer je razstavljenih veliko kipov. Skulpture so razstavljene tudi na vrtni terasi ob masivnih stopnicah in vodnjakih, ki se dvigajo od vrtov ulice Tamanjan [6]. Z neoviranimi sprehajalnimi poti, dolgimi razgledi in formalnimi vrtnimi površinami je bil posebej zasnovan tako, da omogoča sodobno postavitev obsežne skulpture številnih mednarodno priznanih osebnosti.
- Cafesijanova umetniška galerija obsega galerijo One, galerijo Kanjian, galerijo orlov, vrtno galerijo Sasuntsi Davit, pristanišče zvezd in avditorij za posebne dogodke, ki je pod zunanjim stopniščem in vodnjaki. V galerijah domuje ogromna zbirka steklenih umetnin, razstavljenih v več galerijah in odsekih, vključno s stalnimi ali začasnimi razstavami.
- V galeriji Khanjian domuje obsežni stenski triptih Zgodovina Armenije, ki ga je izdelal ugledni sovjetski in armenski slikar Grigor Khanjian. V galeriji Sasuntsi Davit je basrelief Artašesa Hovsepjana, ki prikazuje prizore iz armenskega nacionalnega epa David iz Sasouna.

## Zbirka
Večina muzejske zbirke izhaja iz zasebne zbirke ustanovitelja Gerarda L. Cafesjiana. Center ima z več kot 5000 deli razstavljeno eno najobsežnejših steklenih zbirk na svetu, zlasti dela češkega para Stanislava Libenskýja in Jaroslava Brychtová, ki sta s sodelovanjem spremenila uporabo stekla kot umetniškega medija. Drugi pomembni umetniki stekla v zbirki so Dale Chihuly, Bohumil Elias, Pavel Hlava, Jaromír Rybák, Ivana Šrámková, Bertil Vallien, Lino Tagliapietra, Mark Peiser in Hiroshi Yamano.
Zbirka ima tudi veliko zalogo risb, slik in kipov številnih vplivnih umetnikov, med njimi Fernando Botero, Arshile Gorky, Jennifer Bartlett, Lynn Chadwick, Barry Flanagan, Jaume Plensa in François-Xavier Lalanne.

## Galerija
- Prvi nivo
- Drugi nivo
- Tretji nivo
- Četrti nivo
- Peti nivo